# Discovering Dengue Drugs – Together
Discovering Dengue Drugs – Together ist ein Projekt des World Community Grid für verteiltes Rechnen. Das Ziel des Projektes ist ein Medikament zu finden, welches die Replikation der Viren der Flaviviridae-Familie stoppt – darunter sind Krankheiten wie das Denguefieber, Hepatitis C, West-Nil-Virus oder Gelbfieber. Mit der gespendeten Rechenzeit wird eine strukturbasierte Medikamentensuche durchgeführt. Die erfolgversprechendsten Kandidaten werden dann effizient im Labor getestet.
In der ersten Phase des Discovering Dengue Drugs – Together-Projektes  (21. August 2007 bis 26. August 2009) wurden einige tausende medikamentenartige Moleküle gefunden. In der zweiten Phase des Projekts werden diese Treffer näher untersucht – es wird davon ausgegangen, dass 90–95 % der in der 1. Phase gefundenen Moleküle falsch positiv sind und durch die zweite Phase eliminiert werden können.
Zur Teilnahme muss nach einer Registrierung auf der Website von World Community Grid ein kleines Programm (der sogenannte „Grid-Client“) installiert werden, das für Windows, Linux und Mac im Rahmen der BOINC-Software erhältlich ist. Dieses Programm bezieht dann von der Webseite ein Aufgabenpaket.
Die Ergebnisse der Berechnungen werden gemeinfrei der Forschung zur Verfügung gestellt.